# Wilhelm Ebert (Pädagoge)
Wilhelm Ebert (* 6. Mai 1923 in Fleißen im Egerland; † 28. Juni 2017 in München) war ein deutscher Lehrer und Lehrerverbandsfunktionär.

## Biografie
Ebert wurde als Sohn eines Maurers in Fleißen geboren und besuchte dort die Volks- und Bürgerschule, später die Oberrealschule und die Lehrerbildungsanstalt in Eger. 1942 legte er die erste Lehramtsprüfung ab. Im Zweiten Weltkrieg war er Flieger, dann Infanterieoffizier. 1945 bis 1947 verbrachte er in französischer Kriegsgefangenschaft.
1947 legte Ebert das Staatsexamen als Volksschullehrer ab und trat in den bayerischen Schuldienst ein, im selben Jahr heiratete er. Die Geringschätzung seines Berufsstandes durch Amtsautoritäten, Politiker und Kirchenvertreter veranlasste ihn, sich öffentlich zu engagieren. 1948 gründete die Arbeitsgemeinschaft Bayerischer Junglehrer (ABJ), deren erster Landesvorsitzender er bis 1953 war. Von 1953 bis 1955 leitete er die Schulpolitische Hauptstelle des Bayerischen Lehrer- und Lehrerinnenverbandes (BLLV).
Von 1955 bis 1962 und von 1967 bis 1984 war er Präsident des BLLV, 1958 bis 1972 ständiger Vertreter beim Weltverband der Lehrerorganisationen und bei der UNESCO in Paris, ab 1972 Vorstandsmitglied, von 1975 bis 1978 Präsident dieser World Confederation of Organizations of the Teaching Profession (WCOTP).
1979 bis 1993 war er der Bundesvorsitzende des Verbandes Bildung und Erziehung (VBE). In diese Zeit fiel der schwierige Aufbau des VBE im deutschen Osten in Konkurrenz zur GEW, die die Mitglieder der DDR-Gewerkschaft Unterricht und Erziehung übernommen hatte. Trotzdem gewann der VBE viele Mitglieder.
Seit 1984 war er Ehrenpräsident des BLLV; im gleichen Jahr erhielt Ebert den Bundesverdienstorden 1. Klasse der Bundesrepublik Deutschland, 1993 das Große Verdienstkreuz des Verdienstordens der Bundesrepublik Deutschland, im selben Jahr den Wilhelm-Hoegner-Preis der SPD-Fraktion im Bayerischen Landtag. Seit 1996 war Ebert Ehrenmitglied im Verband Bildung und Erziehung. Er war Ehrendoktor der University of the Pacific (Kalifornien). Er war ferner Gründungsmitglied im Kuratorium der Hans Sauer Stiftung.

## Schriften
- Lernen ist Evolution: Theorien, die Bildung und Erziehung revolutionieren, Trostberg 1993
- Mein Leben für eine pädagogische Schule:  Im Spannungsfeld von Wissenschaft, Weltanschauung und Politik, 2009, ISBN 978-3-7815-1684-7.